# Ащисайський сільський округ (Мугалжарський район)
Ащиса́йський сільський округ (каз. Ащысай ауылдық округі, рос. Ащисайский сельский округ) — адміністративна одиниця у складі Мугалжарського району Актюбінської області Казахстану. Адміністративний центр — село Ащисай.
Населення — 591 особа (2021; 903 у 2009, 1702 у 1999, 2157 у 1989).
Станом на 1989 рік існувала Чилінська сільська рада (села Аксу, Амангельди, Ащисай, Пушкіно, Сабиндиколь) Октябрського району. Село Басшилі було ліквідовано згідно з рішенням Актюбінського обласного масліхату від 11 грудня 2013 року № 173 та постановою Актюбінського обласного акімату від 11 грудня 2013 року № 396.

## Склад
До складу округу входять такі населені пункти:
| Населений пункт   | Колишні назви | Населення, осіб (1989) | Населення, осіб (1999) | Населення, осіб (2009) | Населення, осіб (2021) |
| ----------------- | ------------- | ---------------------- | ---------------------- | ---------------------- | ---------------------- |
| Аксу, село        | -             | 195                    | 346                    | 236                    | 169                    |
| Ащисай, село      | -             | 1201                   | 996                    | 472                    | 350                    |
| --Басшилі, село   | Амангельди    | 340                    | 91                     | 50                     | -                      |
| Пушкіно, село     | -             | 124                    | -                      | -                      | -                      |
| Сабиндиколь, село | -             | 297                    | 269                    | 145                    | 72                     |